# Murder on a Bridle Path
Murder on a Bridle Path è un film del 1936 diretto da William Hamilton e Edward Killy, che fa parte della serie dedicata ai detective Hildegarde Withers-Oscar Piper. La sceneggiatura di Dorothy Yost, Thomas Lennon, Edmund H. North, James Gow si basa su The Puzzle of the Red Stallion, romanzo di Stuart Palmer pubblicato a New York nel 1936.

## Trama
Quando a Central Park viene trovato il corpo di Violet Feverel, l'ispettore Oscar Piper viene raggiunto sulla scena del crimine dall'amica Hildegarde Withers, una detective dilettante. Hildegarde localizza il cavallo di Violet sul quale la donna era uscita quella sera per una passeggiata. La sella insanguinata suggerisce un delitto e Piper comincia a interrogare i sospetti, tra i quali anche Latigo Wells, il manager della scuderia di Violet. Wells rivela che poco prima dell'omicidio Violet aveva litigato con Eddy Fry, il fidanzato di sua sorella Barbara e Hildegarde viene a sapere da High Pockets, un addetto alle stalle, che anche Wells aveva avuto una discussione con Violet.

Nell'appartamento di Violet, Oscar e Hildegarde scoprono Eddie e Barbara che stanno facendo le valigie. I due, che si erano fidanzati nonostante le obiezioni di Violet, respingono ogni accusa, rivolgendo l'attenzione dei due investigatori verso Don Gregg, l'ex marito di Violet che era finito in galera a causa dell'ex moglie per il mancato pagamento degli alimenti.

Nella villa di Long Island di Gregg, i due investigatori trovano Patrick, suo padre, riverso privo di sensi. Messolo a dormire, Hildegarde ispeziona le tasche dei suoi pantaloni, trovando una ricevuta scritta a mano per il pagamento degli alimenti. Deduce così che il vecchio abbia usato il denaro per scommettere alle corse.

Sospettando di Don, l'ispettore chiama il carcere, venendo a sapere che Don era stato rilasciato la notte dell'omicidio con un ordine falso del tribunale. Gregg viene arrestato, ma Hildegarde e Piper scoprono che il falsario non è lui, bensì la stessa persona che ha scritto anche la ricevuta.

Tornati alla villa di Long Island, i due investigatori trovano il cadavere di Patrick, morto apparentemente per un attacco di cuore. Hildegarde comincia a curiosare nella stanza di Chris Thomas, il maggiordomo, e presto trova la pistola che ha ucciso Violet. Il maggiordomo le confessa di avere ucciso sia Violet che Patrick il cui cavallo era stata la causa di un incidente in cui suo figlio Joey era rimasto paralizzato. Patrick aveva poi usato tutti i risparmi di Thomas per pagare gli alimenti, mentre avrebbe dovuto giocarli su un cavallo sicuro la cui vincita avrebbe permesso una costosa operazione per Joey.

Volendo uccidere anche Don, era stato Thomas a falsificare l'ordine del tribunale. Prima che il maggiordomo, che tiene prigioniera Hildegarde, faccia del male anche a lei, interviene Piper che la salva e arresta l'assassino.

## Produzione
Il film fu prodotto dalla RKO Radio Pictures con le riprese che durarono dal 23 gennaio a metà febbraio 1936. Il titolo di lavorazione del film fu The Puzzle of the Briar Pipe, lo stesso del titolo dell'edizione britannica del romanzo di Palmer.

## Distribuzione
Distribuito dalla RKO Radio Pictures, il film fu presentato in prima a New York il 10 aprile 1936 mentre la prima di Londra si tenne il 14 aprile 1936. Il 17 aprile il film uscì in distribuzione nelle sale statunitensi e il 14 settembre in quelle britanniche.